# 中山運動中心
25°03′17.6″N 121°31′17.0″E / 25.054889°N 121.521389°E
中山運動中心是台北市第1座啟用的市民運動中心，其樓地板面積8892.7平方公尺，地下3層、地上4層。2003年3月1日正式啟用，承包經營單位是中國青年救國團，第一年共有75萬人次使用。
2003年1月審查經營廠商標案時，共有世新大學、財團法人希望基金會、中國青年救國團、東尼體育事業有限公司、泰恆實業有限公司、財團法人臺北市中華基督教青年會(YMCA)、大臺北體育事業有限公司等7家廠商投標，其中臺北市中華基督教青年會和大臺北體育事業不符合要求，最後有五家廠商進入評選，由中國青年救國團得標。第一期的委托經營期為3年。

## 設備
| 樓層 | 樓層用途                               |
| ---- | -------------------------------------- |
| 4樓  | 羽球場                                 |
| 3樓  | 多功能球場                             |
| 2樓  | 健身中心、韻律教室、社區教室、飛輪教室 |
| 1樓  | 休閒廣場、瑜珈教室                     |
| B1   | 游泳池入口、機車停車場                 |
| B2   | 游泳池                                 |
| B3   | 汽車停車場                             |

## 外部連結
- 中山運動中心 - 臺北市政府體育局 （页面存档备份，存于）
- 中山運動中心（页面存档备份，存于）
- 中山運動中心的Facebook專頁